# NGC 5211
NGC 5211 is een balkspiraalstelsel in het sterrenbeeld Maagd. Het hemelobject werd op 14 april 1828 ontdekt door de Britse astronoom John Herschel.

## Synoniemen
- UGC 8530
- MCG 0-35-9
- ZWG 17.21
- IRAS 13305-0046
- PGC 47709